# Sci di fondo ai VII Giochi olimpici invernali - Staffetta femminile
La competizione della staffetta 3x5 femminile Km di sci di fondo ai VII Giochi olimpici invernali si è svolta il 1º febbraio; il percorso aveva partenza e arrivo nello Stadio della neve e copriva un dislivello di 85 m. A partire dalle 9:30 presero parte alla competizione 10 squadre nazionali, ma solo nove furono inserite in classifica a causa della squalifica della Romania; la neve era ghiacciata, polverosa sulla pista, e il freddo ero intenso (-17° al via).

## Classifica
| Pos.    | Nazione                   | Atleti                 | Tempi Individuali | Tempo Totale |
| ------- | ------------------------- | ---------------------- | ----------------- | ------------ |
| Oro     | Finlandia                 | Sirkka Polkunen        | 23'22"            | 1:09'01"     |
| Oro     | Finlandia                 | Mirja Hietamies        | 22'20"            | 1:09'01"     |
| Oro     | Finlandia                 | Siiri Rantanen         | 23'19"            | 1:09'01"     |
| Argento | Unione Sovietica          | Ljubov' Kozyreva       | 22'58"            | 1:09'28"     |
| Argento | Unione Sovietica          | Alevtina Kolčina       | 22'38"            | 1:09'28"     |
| Argento | Unione Sovietica          | Rad'ja Erošina         | 23'52"            | 1:09'28"     |
| Bronzo  | Svezia                    | Irma Johansson         | 24'10"            | 1:09'48"     |
| Bronzo  | Svezia                    | Anna-Lisa Eriksson     | 23'36"            | 1:09'48"     |
| Bronzo  | Svezia                    | Sonja Edström          | 22'02"            | 1:09'48"     |
| 4       | Norvegia                  | Kjelfrid Brusveen      | 23'42"            | 1:10'50"     |
| 4       | Norvegia                  | Gina Regland-Sigstad   | 23'03"            | 1:10'50"     |
| 4       | Norvegia                  | Rakel Wahl             | 23'05"            | 1:10'50"     |
| 5       | Polonia                   | Maria Gąsienica Bukowa | 24'30"            | 1:13'20"     |
| 5       | Polonia                   | Józefa Czerniawska     | 24'10"            | 1:13'20"     |
| 5       | Polonia                   | Zofia Krzeptowska      | 24'40"            | 1:13'20"     |
| 6       | Cecoslovacchia            | Eva Paulusová          | 26'23"            | 1:14'19"     |
| 6       | Cecoslovacchia            | Libuše Patočková       | 24'05"            | 1:14'19"     |
| 6       | Cecoslovacchia            | Eva Lauermanová        | 23'51"            | 1:14'19"     |
| 7       | Squadra Unificata Tedesca | Elfriede Spiegelhauer  | 25'11"            | 1:15'33"     |
| 7       | Squadra Unificata Tedesca | Else Amann             | 25'11"            | 1:15'33"     |
| 7       | Squadra Unificata Tedesca | Sonnhilde Hausschild   | 25'11"            | 1:15'33"     |
| 8       | Italia                    | Fides Romanin          | 25'44"            | 1:16'11"     |
| 8       | Italia                    | Rita Bottero           | 25'23"            | 1:16'11"     |
| 8       | Italia                    | Ildegarda Taffra       | 25'04"            | 1:16'11"     |
| 9       | Jugoslavia                | Amalija Belaj          | 26'38"            | 1:18'54"     |
| 9       | Jugoslavia                | Biserka Vodenlič       | 26'39"            | 1:18'54"     |
| 9       | Jugoslavia                | Nada Birko-Kustec      | 25'37"            | 1:18'54"     |
| -       | Romania                   | Ştefania Botcariu      | Squal.            | Squal.       |
| -       | Romania                   | Elena Zangor           | Squal.            | Squal.       |
| -       | Romania                   | Iuliana Simon          | Squal.            | Squal.       |